# Gülüstan
Gülüstan (azerbajdzjanska: Cuğa) är en ort i Azerbajdzjan.   Den ligger i distriktet Nachitjevan, i den sydvästra delen av landet, 400 km väster om huvudstaden Baku. Gülüstan ligger 741 meter över havet och antalet invånare är 482.
Terrängen runt Gülüstan är kuperad söderut, men norrut är den bergig. Gülüstan ligger nere i en dal. Närmaste större samhälle är Culfa, 4,7 km sydost om Gülüstan. 
Trakten runt Gülüstan består i huvudsak av gräsmarker. Runt Gülüstan är det tätbefolkat, med 530 invånare per kvadratkilometer.